# Terrenho
Terrenho é uma povoação portuguesa do Município de Trancoso que foi sede da extinta Freguesia de Terrenho, freguesia que tinha 6,73 km² de área e 113 habitantes (2011), e, por isso, uma densidade populacional de 16,8 hab/km².
Em 2013, a Freguesia de Terrenho foi extinta (agregada) tendo o seu território passado a fazer parte da nova União das Freguesias de Torre do Terrenho, Sebadelhe da Serra e Terrenho.

## População
★ Pelo decreto lei nº 42.848, de 15/02/1960, foi incorporado nesta freguesia uma fracção do território da freguesia de Torre do Terrenho

| População da freguesia de Terrenho | População da freguesia de Terrenho | População da freguesia de Terrenho | População da freguesia de Terrenho | População da freguesia de Terrenho | População da freguesia de Terrenho | População da freguesia de Terrenho | População da freguesia de Terrenho | População da freguesia de Terrenho | População da freguesia de Terrenho | População da freguesia de Terrenho | População da freguesia de Terrenho | População da freguesia de Terrenho | População da freguesia de Terrenho | População da freguesia de Terrenho |
| ---------------------------------- | ---------------------------------- | ---------------------------------- | ---------------------------------- | ---------------------------------- | ---------------------------------- | ---------------------------------- | ---------------------------------- | ---------------------------------- | ---------------------------------- | ---------------------------------- | ---------------------------------- | ---------------------------------- | ---------------------------------- | ---------------------------------- |
| 1864                               | 1878                               | 1890                               | 1900                               | 1911                               | 1920                               | 1930                               | 1940                               | 1950                               | 1960                               | 1970                               | 1981                               | 1991                               | 2001                               | 2011                               |
| 508                                | 507                                | 469                                | 491                                | 459                                | 449                                | 379                                | 406                                | 438                                | 363                                | 232                                | 210                                | 158                                | 137                                | 113                                |

			
Por idades em 2001 e 2021			

| 0-14 anos | 15-24 anos | 25-64 anos | 65 e + anos |
| 21 \| 9   | 16 \| 15   | 63 \| 55   | 37 \| 34    |
| 15% \| 8% | 12% \| 13% | 46% \| 49% | 27% \| 30%  |

## Património
- Igreja Matriz de Terrenho;
- Capela de São Sebastião.

## Cultura

#### Cinema
O filme Floripes estreou em 2020 e é uma marco na cultura terrenhense. Um monólogo documental sobre a história de vida da habitante com mais idade do Terrenho. 
Este filme retrata as vivências da Floripes desde das perdas de muitos dos seus familiares às dificuldades que atravessava nessa mesma aldeia desde 1925. O filme foi visto por mais de 4000 pessoas. 
Em 2023, parte do filme Floripes passou no programa O Preço Certo na RTP em comemoração dos 98 anos da protagonista.

#### Literatura
'Serei a Vilã da Minha Própria História?' é um conto escrito por Márcio D'Astrain e foi publicado em Outubro de 2023 pela Cordel D'Prata. 
Este conto explora as aventuras da bruxinha Bianca pela fantástica aldeia do Terrenho. O livro inclui um anexo que conta a breve história da Aldeia, com fotografias tiradas pelo autor.
'Serei a Vilã da Minha Própria História?'  o primeiro livro publicado a retratar a aldeia. O livro foi um sucesso tendo atingindo o Top 10 de Vendas de Livros Infantis por Autores Portugueses na Bertrand. 